# Браунлаге
Браунлаге (њем. Braunlage) град је у њемачкој савезној држави Доња Саксонија. Једно је од 15 општинских средишта округа Гослар. Према процјени из 2010. у граду је живјело 4.866 становника. Посједује регионалну шифру (AGS) 3153003.

## Географски и демографски подаци
Браунлаге се налази у савезној држави Доња Саксонија у округу Гослар. Град се налази на надморској висини од 560 метара. Површина општине износи 21,7 km². У самом граду је, према процјени из 2010. године, живјело 4.866 становника. Просјечна густина становништва износи 224 становника/km².